# 心靈矇蔽合唱團
心靈矇蔽合唱團（英語：Third Eye Blind），為一個來自於美國的搖滾樂團，1993年由作曲雙人組Stephan Jenkins和Kevin Cadogan在加州舊金山成立，並與唱片公司厄勒克特拉唱片簽下樂團第一個也是最大的唱片合約，這在後來被報導說是與未簽約藝人的最大合約。這之後樂團由Jenkins（主唱和節奏吉他）、Cadogan（主音吉他）、Arion Salazar（貝斯）和Brad Hargreaves（爵士鼓）組成了第一組陣容，並以此陣容發行了兩張專輯：1997年的樂團同名專輯《Third Eye Blind》與1999年的《Blue》，Cadogan在當時樂團的爭議下離團。
樂團在經歷多次成員變更與衝突後，在2003年與2009年發布了專輯《Out of the Vein》及《Ursa Major》，而Jenkins和Hargreaves是這段時間剩下來的核心成員。除了上述兩人，包括Kryz Reid（主音吉他），Alex Kopp（鍵盤）和Alex LeCavalier（貝斯）等新成員在內的樂團錄製、並於2015年發行了第五張專輯《Dopamine》和2016年發布的EP《We Are Drugs》。
心靈矇蔽合唱團在1990年代晚期取得了商業上的成功，《Third Eye Blind》和《Blue》在美國分別獲得6次與1次白金唱片認證。當中的歌曲也有不錯的成績，包括〈Semi-Charmed Life〉、〈Jumper〉與〈How's It Going to Be〉均曾高居告示牌百強單曲榜的前10名，〈Never Let You Go〉則達到前20名，樂團至今已在全球銷售了大約共1200萬張唱片。

## 成員
| - Stephan Jenkins –主唱、節奏吉他 (1993–現在) - Brad Hargreaves – 鼓、打擊樂器 (1995–現在) - Kryz Reid – 主音吉他、背景和聲 (2010–現在) - Alex Kopp – 鍵盤、鋼琴 (2011–現在) - Alex LeCavalier – 貝斯 (2012–現在) | - Kevin Cadogan – 主音吉他、背景和聲、鍵盤、自鳴豎琴 (1993–2000) - Jason Slater – 貝斯、背景和聲 (1993–1994) - Adrian Burley – 鼓、打擊樂器 (1993–1994) - Michael Urbano – 鼓、打擊樂器 (1994–1995) - Arion Salazar – 貝斯、背景和聲、吉他、鋼琴 (1971–1974) - Steve Bowman – 鼓、打擊樂器 (1994) - Tim "Curveball" Wright – 鼓、打擊樂器 (1994) - Tony Fredianelli – 主音吉他、背景和聲、鍵盤 (1987–1993、1994–1995 ) - Leo Kremer – 貝斯、背景和聲 (2006–2008) - Abe Millett – 貝斯、背景和聲、鋼琴、鍵盤 (2007–2012) - Jon Pancoast – 貝斯、背景和聲 (2012–2013) |

## 作品列表
| - 《Third Eye Blind》（1997年4月8日） - 《Blue》（1999年11月23日） - 《Out of the Vein》（2003年5月13日） - 《Ursa Major》（2009年8月18日） - 《Ursa Minor》（未發行） - 《Dopamine》（2015年6月16日） | - 《A Collection》（2006年7月18日） - 《The Third Eye Blind Collection》（2013年11月11日） - 《Symphony of Decay》（未發行） - 《Red Star》（2008年11月18日） - 《We Are Drugs》（2016年10月7日） |